# Liste der FFH-Gebiete in den Abruzzen
Die Liste der FFH-Gebiete in den Abruzzen enthält alle 54 Fauna-Flora-Habitat-Gebiete in der italienischen Region Abruzzen. Die Gebiete sind Bestandteil des europäischen Schutzgebietsnetzes Natura 2000.

## Hinweise zu den Angaben in der Tabelle
- Gebietsname: Amtliche Bezeichnung des Schutzgebiets
- Bild/Commons: Bild und Link zu weiteren Bildern aus dem Schutzgebiet
- WDPA-ID: Link zum Schutzgebiet in der World Database on Protected Areas
- EEA-ID: Link zum Schutzgebiet in der Datenbank der European Environment Agency (EEA)
- seit: Datum der Ausweisung als Schutzgebiet
- Lage: Geografischer Standort
- Provinz: Provinz oder Provinzen, in denen das Schutzgebiet liegt
- Fläche: Gesamtfläche des Schutzgebiets in Hektar
- Bemerkungen: Besonderheiten und Anmerkungen

Die Koordinatenangaben entsprechen denen, die der Europäischen Umweltagentur laut Datenerhebungsbogen gemeldet wurden. Sie dienen nur der groben Orientierung.
Bis auf die Spalte Lage sind alle Spalten sortierbar.

## Tabelle
| Gebietsname                                                    | Bild/Commons | WDPA-ID   | EEA-ID    | seit | Lage | Fläche ha | Bemerkungen                                                                   |
| -------------------------------------------------------------- | ------------ | --------- | --------- | ---- | ---- | --------- | ----------------------------------------------------------------------------- |
| Serra e Gole di Celano - Val d'Arano                           |              |           | IT7110075 | 1995 | ⊙    | 2.350,0   |                                                                               |
| Doline di Ocre                                                 |              |           | IT7110086 | 1995 | ⊙    | 381,0     |                                                                               |
| Bosco di Oricola                                               |              |           | IT7110088 | 1995 | ⊙    | 598,0     |                                                                               |
| Grotte di Pietrasecca                                          |              |           | IT7110089 | 1995 | ⊙    | 246,0     |                                                                               |
| Colle del Rascito                                              |              |           | IT7110090 | 1995 | ⊙    | 1.037,0   |                                                                               |
| Monte Arunzo e Monte Arezzo                                    |              |           | IT7110091 | 1995 | ⊙    | 1.696,0   |                                                                               |
| Monte Salviano                                                 |              |           | IT7110092 | 1995 | ⊙    | 860       |                                                                               |
| Gole di San Venanzio                                           |              |           | IT7110096 | 1995 | ⊙    | 1215      |                                                                               |
| Fiumi Giardino - Sagittario - Aterno - Sorgenti del Pescara    |              |           | IT7110097 | 1995 | ⊙    | 288       |                                                                               |
| Gole del Sagittario                                            |              |           | IT7110099 | 1995 | ⊙    | 1349      |                                                                               |
| Monte Genzana                                                  |              |           | IT7110100 | 1995 | ⊙    | 5.805,0   |                                                                               |
| Lago di Scanno ed Emissari                                     |              |           | IT7110101 | 1995 | ⊙    | 103,0     |                                                                               |
| Pantano Zittola                                                |              |           | IT7110103 | 1995 | ⊙    | 233       |                                                                               |
| Cerrete di Monte Pagano e Feudozzo                             |              |           | IT7110104 | 1995 | ⊙    | 921,0     |                                                                               |
| Gran Sasso                                                     |              |           | IT7110202 | 1995 | ⊙    | 33995     |                                                                               |
| Maiella Sud Ovest                                              |              |           | IT7110204 | 1995 | ⊙    | 6.276,0   |                                                                               |
| Parco Nazionale d'Abruzzo                                      |              | 555757044 | IT7110205 | 1995 | ⊙    | 58.880,0  | Überschneidet sich teilweise mit dem Nationalpark Abruzzen, Latium und Molise |
| Monte Sirente e Monte Velino                                   |              |           | IT7110206 | 2003 | ⊙    | 26654     |                                                                               |
| Monti Simbruini                                                |              |           | IT7110207 | 2003 | ⊙    | 19886     |                                                                               |
| Monte Calvo e Colle Macchialunga                               |              |           | IT7110208 | 2003 | ⊙    | 2709      |                                                                               |
| Primo tratto del Fiume Tirino e Macchiozze di San Vito         |              |           | IT7110209 | 2003 | ⊙    | 1294      |                                                                               |
| Fiume Mavone                                                   |              |           | IT7120022 | 1995 | ⊙    | 160       |                                                                               |
| Fiume Tordino (medio corso)                                    |              |           | IT7120081 | 1995 | ⊙    | 313,0     |                                                                               |
| Fiume Vomano (da Cusciano a Villa Vomano)                      |              |           | IT7120082 | 1995 | ⊙    | 459,0     |                                                                               |
| Calanchi di Atri                                               |              |           | IT7120083 | 1995 | ⊙    | 1154      |                                                                               |
| Monti della Laga e Lago di Campotosto                          |              |           | IT7120201 | 1995 | ⊙    | 15816     |                                                                               |
| Montagne dei Fiori e di Campli e Gole del Salinello            |              |           | IT7120213 | 2003 | ⊙    | 4221      |                                                                               |
| Torre del Cerrano                                              |              |           | IT7120215 | 2011 | ⊙    | 3.415,0   |                                                                               |
| Monte Picca - Monte di Roccatagliata                           |              |           | IT7130024 | 1995 | ⊙    | 1.766,0   |                                                                               |
| Fonte di Papa                                                  |              |           | IT7130031 | 1995 | ⊙    | 811,0     |                                                                               |
| Rupe di Turrivalignani e Fiume Pescara                         |              |           | IT7130105 | 1995 | ⊙    | 185       |                                                                               |
| Lago di Penne                                                  |              |           | IT7130214 | 2006 | ⊙    | 109,0     |                                                                               |
| Monti Pizi - Monte Secine                                      |              |           | IT7140043 | 1995 | ⊙    | 4.195,0   |                                                                               |
| Fosso delle Farfalle (sublitorale chietino)                    |              |           | IT7140106 | 1995 | ⊙    | 792,0     |                                                                               |
| Lecceta litoranea di Torino di Sangro e foce del Fiume Sangro  |              |           | IT7140107 | 1995 | ⊙    | 552       |                                                                               |
| Punta Aderci - Punta della Penna                               |              |           | IT7140108 | 1995 | ⊙    | 317       |                                                                               |
| Marina di Vasto                                                |              |           | IT7140109 | 1995 | ⊙    | 57,0      |                                                                               |
| Calanchi di Bucchianico (Ripe dello Spagnolo)                  |              |           | IT7140110 | 1995 | ⊙    | 180,0     |                                                                               |
| Boschi ripariali sul Fiume Osento                              |              |           | IT7140111 | 1995 | ⊙    | 595       |                                                                               |
| Bosco di Mozzagrogna (Sangro)                                  |              |           | IT7140112 | 1995 | ⊙    | 428       |                                                                               |
| Bosco Paganello (Montenerodomo)                                |              |           | IT7140115 | 1995 | ⊙    | 593       |                                                                               |
| Gessi di Gessopalena                                           |              |           | IT7140116 | 1995 | ⊙    | 402       |                                                                               |
| Ginepreti a Juniperus macrocarpa e Gole del Torrente Rio Secco |              |           | IT7140117 | 1995 | ⊙    | 1311      |                                                                               |
| Lecceta di Casoli e Bosco di Colleforeste                      |              |           | IT7140118 | 1995 | ⊙    | 596       |                                                                               |
| Abetina di Castiglione Messer Marino                           |              |           | IT7140121 | 1995 | ⊙    | 630       |                                                                               |
| Monte Sorbo (Monti Frentani)                                   |              |           | IT7140123 | 1995 | ⊙    | 1.329,0   |                                                                               |
| Gessi di Lentella                                              |              |           | IT7140126 | 1995 | ⊙    | 436,0     |                                                                               |
| Fiume Trigno (medio e basso corso)                             |              |           | IT7140127 | 1995 | ⊙    | 996       |                                                                               |
| Majella                                                        |              |           | IT7140203 | 1995 | ⊙    | 36.119,0  |                                                                               |
| Monti Frentani e Fiume Treste                                  |              |           | IT7140210 | 2004 | ⊙    | 4644      |                                                                               |
| Monte Pallano e Lecceta d'Isca d'Archi                         |              |           | IT7140211 | 2004 | ⊙    | 3270      |                                                                               |
| Abetina di Rosello e Cascate del Rio Verde                     |              |           | IT7140212 | 2004 | ⊙    | 2012      |                                                                               |
| Gole di Pennadomo e Torricella Peligna                         |              |           | IT7140214 | 2003 | ⊙    | 269,0     |                                                                               |
| Lago di Serranella e Colline di Guarenna                       |              |           | IT7140215 | 2003 | ⊙    | 1.092,0   |                                                                               |

(Stand 2022)